# Landtagswahl im Burgenland 1987
Die Landtagswahl im Burgenland 1987 wurde am 4. Oktober 1987 durchgeführt und war die 15. Landtagswahl im österreichischen Bundesland Burgenland. Bei der Wahl verlor die Sozialistische Partei Österreichs nach 19 Jahren ihre absolute Mehrheit und erreichte mit einem Minus von 5,9 % einen Stimmenanteil von 47,3 %. Dies bedeutete für die SPÖ einen Verlust von 3 Mandaten, womit die SPÖ nur noch 17 von 36 Landtagsabgeordneten stellte. Auch die Österreichische Volkspartei (ÖVP) verlor Stimmenanteile und verbuchte mit einem Verlust von 1,5 % zum siebenten Mal in Folge einen Verlust. Mit 41,5 % konnte sie jedoch ihre 16 Mandate halten. Von den Verlusten der Großparteien profitierte insbesondere die Freiheitliche Partei Österreichs (FPÖ), der nach dem Ausscheiden aus dem Landtag 1977 mit 7,3 % der Wiedereinzug in den Landtag mit 3 Mandaten gelang. Am Einzug scheiterten hingegen die 1986 in den Nationalrat eingezogene Partei Grüne Alternative, die unter dem Listennamen Die Grünen – Die grüne Alternative – Zelene Alternativa – Zöld Alternativistika antrat und 2,2 % erreichte. Am Einzug scheiterten zudem die Burgenland-Initiative mit Matysek (BI), die 1,1 % erreichte und die Kommunistische Partei Österreichs (KPÖ), die 0,6 % Stimmenanteil verbuchen konnte.
Der Landtag der XV. Gesetzgebungsperiode konstituierte sich in der Folge am 30. Oktober 1987 und wählte an diesem Tag die Landesregierung Sipötz.

## Ergebnisse
- SPÖ: 17
- ÖVP: 16
- FPÖ: 3

|                                         | Ergebnisse 1987  | Ergebnisse 1987  | Ergebnisse 1987  | Ergebnisse 1982  | Ergebnisse 1982  | Ergebnisse 1982  | Differenzen | Differenzen | Differenzen |
| --------------------------------------- | ---------------- | ---------------- | ---------------- | ---------------- | ---------------- | ---------------- | ----------- | ----------- | ----------- |
| Wahlberechtigte                         | 203.012          | 203.012          | 203.012          | 198.000          | 198.000          | 198.000          | + 5.012     | + 5.012     | + 5.012     |
| Wahlbeteiligung                         | 89,00 %          | 89,00 %          | 89,00 %          | 90,07 %          | 90,07 %          | 90,07 %          | - 1,07 %    | - 1,07 %    | - 1,07 %    |
|                                         | Stimmen          | %                | Mand.            | Stimmen          | %                | Mand.            | Stimmen     | %           | Mand.       |
| Abgegebene Stimmen                      | 180.686          |                  |                  | 178.333          |                  |                  | + 2.353     |             |             |
| Ungültig                                | 4.920            | 2,72 %           |                  | 4.642            | 2,60 %           |                  | + 278       | + 0,12 %    |             |
| Gültig                                  | 175.766          | 97,28 %          |                  | 173.691          | 97,40 %          |                  | + 2.075     | - 0,12 %    |             |
| Partei                                  |                  |                  |                  |                  |                  |                  |             |             |             |
| Sozialistische Partei Österreichs (SPÖ) | 83.189           | 47,33 %          | 17               | 92.442           | 53,22 %          | 20               | - 9.253     | - 5,89 %    | - 3         |
| Österreichische Volkspartei (ÖVP)       | 72.935           | 41,50 %          | 16               | 74.748           | 43,04 %          | 16               | - 1.813     | - 1,54 %    | ± 0         |
| Freiheitliche Partei Österreichs (FPÖ)  | 12.855           | 7,31 %           | 3                | 5.157            | 2,97 %           | 0                | + 7.698     | + 4,34 %    | + 3         |
| Grüne Alternative (GRÜNE)               | 3.873            | 2,20 %           | 0                | nicht kandidiert | nicht kandidiert | nicht kandidiert | + 3.873     | + 2,20 %    | ± 0         |
| Burgenland-Initiative mit Matysek (BI)  | 1.923            | 1,09 %           | 0                | nicht kandidiert | nicht kandidiert | nicht kandidiert | + 1.923     | + 1,09 %    | ± 0         |
| Kommunistische Partei Österreichs (KPÖ) | 991              | 0,56 %           | 0                | 942              | 0,54 %           | 0                | + 49        | + 0,02 %    | ± 0         |
| Nationaldemokratische Partei (NDP)      | nicht kandidiert | nicht kandidiert | nicht kandidiert | 402              | 0,23 %           | 0                | - 402       | - 0,23 %    | ± 0         |
| Gesamt                                  | 175.766          | 100,00 %         | 36               | 173.691          | 100,00 %         | 36               | + 2.075     |             |             |